# NGC 5307
NGC 5307 is een planetaire nevel in het sterrenbeeld Centaur. Het object ligt 10.000 lichtjaar van de Aarde verwijderd en werd op 15 april 1836 ontdekt door de Britse astronoom John Herschel. Dit objekt kreeg de bijnaam Bright Bluish Planetary.

## Synoniemen
- PK 312+10.1
- ESO 221-PN11
- AM 1347-505